# Kersagalih
Kersagalih is een bestuurslaag in het regentschap Tasikmalaya van de provincie West-Java, Indonesië. Kersagalih telt 3422 inwoners (volkstelling 2010).